# Eutelia albocristata
Eutelia albocristata là một loài bướm đêm trong họ Noctuidae.